# Kottingbrunn
Kottingbrunn es un municipio situado en el distrito de Baden, en el estado de Baja Austria, Austria. Tiene una población estimada, a inicios de 2024, de 7532 habitantes.
Está ubicado al este del estado, a poca distancia al sur de Viena y al oeste de la frontera con el estado de Burgenland.